# La voz del diablo
La voz del diablo (título original en inglés Lasher) es una novela de Anne Rice publicada en 1993. 

## Sinopsis
La novela comienza poco después de la misteriosa desaparición de la doctora Rowan Mayfair, recientemente casada con el contratista Michael Curry, el cual se hunde en una depresión al sentirse traicionado.
Aparece Mona Mayfair, poderosa bruja y prima de Rowan, la cual seduce a Michael. Esto hace que Michael abandone su depresión y renueva la promesa de encontrar a su esposa, convencido de que ella no se ha ido por voluntad propia.
Rowan pasa a ser prisionera del monstruo que ha engendrado. Lasher es su nombre e intenta en dos ocasiones dejarla embarazada, pero sus intentos terminan en abortos involuntarios. Pero a la tercera ocasión lo logra.
A medida que Rowan viaja por Europa con Lasher, logra arreglárselas para enviar muestras de ADN a sus colegas en San Francisco. Es así como descubre que Lasher no es humano y que ella misma sufre de una anomalía genética, la poliploidia (posee 92 cromosomas).
A su regreso a Estados Unidos, Lasher intenta dejar embarazadas a otras mujeres de la familia Mayfair. Pero no logra tener éxito, ya que todas sus víctimas abortan y sufren hemorragias que acaban causándoles la muerte.
Rowan se las arregla para escapar de Lasher. Después de hacer autoestop a Louisiana, se derrumba en un campo y da a luz a Emaleth, un Taltos hembra. Las últimas palabras de Rowan a Emaleth son encontrar a Michael. Emaleth se dispone a buscar a Michael, pensando que Rowan ha muerto.
Rowan es encontrada y llevada a un hospital cercano, donde se lleva a cabo una histerectomía de emergencia para salvar su vida y eliminar cualquier posibilidad de que vuelva a dar a luz. Es llevada a la casa de Michael, donde permanece en un coma profundo.
Gran parte del libro se establece en cuatro secciones de "La historia de Julien", que delinea la vida de Julien Mayfair y lo que descubre de la entidad conocida como Lasher.
Lasher regresa a la casa para decirle a Michael y Aaron la historia de su vida pasada. Como nació y como murió. Lasher sabe nada de nuevo hasta que Suzanne lo llama de nuevo a la existencia. Michael escucha pacientemente a Lasher, y cuando termina por completo su historia, Michael no pierde el tiempo y lo mata. Luego lo entierra bajo el gran roble en el patio. 
Poco después, Michael descubre Emaleth en la habitación de Rowan. Emaleth resucita a Rowan, pero esta al verla, entra en pánico y grita a Michael que la mate. Michael se niega a hacerlo, por lo que Rowan agarra una pistola y dispara a su hija en la cabeza. Rowan se da cuenta inmediatamente de lo que ha hecho, y se ahoga en llanto por su hija. Luego insiste en enterrarla junto Lasher bajo el roble.